# María Trinidad Sánchez
María Trinidad Sánchez, née le 19 ou le 26 juin 1794 et morte le 27 février 1845, fut héroïne de la guerre d'indépendance de la République dominicaine et confectionna elle-même le premier drapeau dominicain.
Après l'indépendance, elle prit part, avec un groupe de febreristas, à une conspiration pour renverser Pedro Santana, mais ils furent découverts.
María Trinidad Sánchez fut une des premières personnes à être arrêtée et condamnée à mort pour avoir refusé de dénoncer ses compagnons. Elle fut fusillée le 27 février 1845, jour anniversaire de l'indépendance, avec son neveu, Andres Sánchez.
Maria refusa fermement d'avoir les yeux bandés puis, lorsque le peloton mit en joue elle demanda aux soldats de la frapper au cœur.